# Michel Serres
Michel Serres (n. 1 septembrie 1930, Agen, Aquitaine, Franța – d. 1 iunie 2019, Paris, Métropole du Grand Paris, Franța) a fost un filozof francez.
Serres a fost profesor de filozofie la Sorbonne în Paris și la Universitatea Stanford din California. În 1990 a fost primit în Academia Franceză.

## Carieră
În anul 1949 Serres a intrat la Academia navală (École navale) din Brest, apoi în 1952 la École normale supérieure din Paris, unde a obținut în 1955 Agrégation pentru filozofiei. Din 1956 până în 1958 a efectuat serviciul militar în Marina națională franceză, unde a luat parte la războiul Canalului de Suez. În anii următori, el a acceptat un post de profesor la Universitatea Blaise-Pascal, unde s-a întâlnit cu Michel Foucault și profesorul lui Jules Vuillemin. În 1968 a primit d'Etat en Doctorat Lettres. După o scurtă ședere în urma la Universitatea Johns Hopkins, cu sprijinul profesorului de acolo, francezul René Girard, a primit în 1969 Catedra de Istoria științei la Universitatea Paris 1 Panthéon-Sorbonne. În 1984, este numit în paralel profesor la Universitatea Stanford. La 29 martie 1990, a fost ales membru al Academiei Franceze, Fauteuil 18, printre fiind și Philippe Pétain, André François-Poncet și Edgar Faure.
În 1994 Serres a fost numit președinte al Comitetului științific pentru canalul France 5.

## Aprecieri
În anul 1987 Serres a primit titlul de Ofițer al Ordinului Național de Merit și în 1997  a fost promovat Commandeur . El este, de asemenea, membru al Legiunii de Onoare, din 1985 (Chevalier), ofițer din 1993, Commandeur din anul 2001 și Mare ofițer din 14 iulie 2010.

## Opere (incomplete)
- 1968: Hermès I - La communication. Paris, Les Éditions de Minuit.
- 1972: Hermès II - L'interférence. Paris, Les Éditions de Minuit.
- 1974: Hermès III - La traduction. Paris, Les Éditions de Minuit.
- 1977: Hermès IV - La distribution. Paris, Les Éditions de Minuit.
- 1980: Hermès V - Le passage du Nord-Ouest. Paris, Les Éditions de Minuit.
- 1980: Le parasite. Grasset, Paris.
- 1983: Détachement. Flammarion, Paris.
- 1985: Le Cinq Sens. Philosophie des corpes mêlés. Grasset, Paris.
- 1987: Statues. Le second livre des fondations. Éditions François Bourin, Paris.
- 1987: L'Hermaphrodite. Flammarion, Paris.
- 1989: (Hrsg.) Éléments d'histoire des sciences. Bordas, Paris.
- 1990: Le contrat naturel. Bourin, Paris 1990.
- 1991: Le Tiers-Instruit. Bourin, Paris
- 1993: Les Origines de la géométrie. Tiers Livre des fondations. Flammarion, Paris
- 1993: La légende des anges. Flammarion, Paris.
- 1994: Éclaircissements. Cinq entretiens avec Bruno Latour. Bourin, Paris 1992.
- 1994: Atlas. Editions Julliard, Paris
- 2001: Hominescence Le Pommier, Paris 2001.
- 2008: Le mal propre: polluer pour s'approprier? Le Pommier, Paris 2008.
- 2011: Musique. Le Pommier, Paris 2011.